# BAE Systems Australia
BAE Systems Australia, filiale de BAE Systems, est l'un des plus grands entrepreneurs de défense d'Australie. Elle est issue de la fusion de British Aerospace Australia et de GEC-Marconi Systems et élargie par les acquisitions d'Armor Holdings (en) en 2007 et de Tenix Defence en juin 2008.